# Джаватов, Ильмиямин Нурмагомедович
Ильмиямин Нурмагомедович Джаватов (26 июля 1994) — российский спортсмен, призёр чемпионата России по боевому самбо.

## Биография
20 мая 2013 года ему было присвоено звание мастер спорта России по самбо. В феврале 2016 года в Петрозаводске занял 5 место на чемпионате России по боевому самбо. 27 февраля 2021 года в Оренбурге стал бронзовым призёром чемпионата России.

## Спортивные достижения
- Чемпионат России по самбо 2021 —